# Тетенвајс
Тетенвајс (њем. Tettenweis) општина је у њемачкој савезној држави Баварска. Једно је од 38 општинских средишта округа Пасау. Према процјени из 2010. у општини је живјело 1.696 становника. Посједује регионалну шифру (AGS) 9275149.

## Географски и демографски подаци
Тетенвајс се налази у савезној држави Баварска у округу Пасау. Општина се налази на надморској висини од 335 метара. Површина општине износи 28,7 km². У самом мјесту је, према процјени из 2010. године, живјело 1.696 становника. Просјечна густина становништва износи 59 становника/km².